# Wayman Tisdale
Wayman Lawrence Tisdale, född 9 juni 1964 i Fort Worth i Texas, död 15 maj 2009 i Tulsa i Oklahoma, var en amerikansk basketspelare och musiker (basist). Utöver sin basketkarriär spelade Tisdale även in musik inom smooth jazz-genren.
Wayman Tisdale var med och tog OS-guld i basket 1984 i Los Angeles. Detta var USA:s åttonde guld i herrbasket i olympiska sommarspelen.
Tisdale avled den 15 maj 2009 till följd av osteosarkom, en typ av skelettcancer. Den upptäcktes vid en läkarundersökning efter en fallolycka i mars 2007.

## Basketlag
- Indiana Pacers (1985–1989)
- Sacramento Kings (1989–1994)
- Phoenix Suns (1994–1997)